# Comuna Hangu, Neamț
Hangu (în maghiară Hanga) este o comună în județul Neamț, Moldova, România, formată din satele Buhalnița, Chirițeni, Grozăvești, Hangu (reședința) și Ruginești.

## Așezare
Comuna se află la baza Munților Stânișoarei (în sud-vestul acestora), pe malul râului Bistrița, acolo unde aceasta formează lacul Izvorul Muntelui și unde în acel lac se varsă afluenții Hangu și Brădățel. Este traversată de șoseaua națională DN15, care leagă Piatra Neamț de Toplița.

## Demografie
Componența etnică a comunei Hangu
     Români (92,3%)
     Alte etnii (0,07%)
     Necunoscută (7,63%)
Componența confesională a comunei Hangu
     Ortodocși (90,89%)
     Alte religii (1,31%)
     Necunoscută (7,8%)
Conform recensământului efectuat în 2021, populația comunei Hangu se ridică la 2.987 de locuitori, în scădere față de recensământul anterior din 2011, când fuseseră înregistrați 3.619 locuitori. Majoritatea locuitorilor sunt români (92,3%), iar pentru 7,63% nu se cunoaște apartenența etnică. Din punct de vedere confesional, majoritatea locuitorilor sunt ortodocși (90,89%), iar pentru 7,8% nu se cunoaște apartenența confesională.

## Politică și administrație
Comuna Hangu este administrată de un primar și un consiliu local compus din 13 consilieri. Primarul, Ion Pîntea[*], de la Partidul Social Democrat, este în funcție din 1 noiembrie 2024. Începând cu alegerile locale din 2024, consiliul local are următoarea componență pe partide politice:
|  | Partid                          | Consilieri | Componența Consiliului | Componența Consiliului | Componența Consiliului | Componența Consiliului | Componența Consiliului | Componența Consiliului |
|  | ------------------------------- | ---------- | ---------------------- | ---------------------- | ---------------------- | ---------------------- | ---------------------- | ---------------------- |
|  | Partidul Social Democrat        | 6          |                        |                        |                        |                        |                        |                        |
|  | Partidul Național Liberal       | 4          |                        |                        |                        |                        |                        |                        |
|  | Alianța Dreapta Unită           | 2          |                        |                        |                        |                        |                        |                        |
|  | Alianța pentru Unirea Românilor | 1          |                        |                        |                        |                        |                        |                        |

## Istoric
La sfârșitul secolului al XIX-lea, comuna făcea parte din plasa Piatra-Muntele a județului Neamț, și era formată din satele Gura Hangului, Fârțigi, Durău, Răpciune, Schitu, Lețești, Izvorul Alb, Boboteni, Audia, Ciurubucu și Strâmtura, având în total 4167 de locuitori. În comună existau 11 mori de apă, 10 biserici și două școli primare. La acea vreme, pe teritoriul actual al comunei mai funcționa în aceeași plasă și comuna Buhalnița, cu satele Buhalnița, Izvorul Alb, Izvorul Muntelui, Lacu Buhalniței, Poenari și Potoci, cu o populație totală de 1979 de locuitori. Această comună avea 14 mori de apă, două biserici și o școală.
Anuarul Socec din 1925 consemnează cele două comune în plasa Muntele a aceluiași județ, comuna Hangu având 5185 de locuitori în satele Audia, Boboteni, Fârțigi, Gura Hangului, Lețești, Răpciuni și Schitu-Durău; iar comuna Buhalnița avea 2940 de locuitori în satele Buhalnița, Izvorul Alb, Poenari, Potoci și Secu. În 1931, satele Lețești, Răpciuni și Schit s-au separat din comuna Hangu pentru a forma comuna Ceahlău, iar comuna Hangu a rămas cu satele Audia, Boboteni, Fârțagu și Hangu.
În 1950, comunele au trecut în administrarea raionului Târgu Neamț din regiunea Bacău. Lucrările la barajul Bicaz au dus la modificări importante ale structurei comunelor în anul 1960: astfel, în comuna Hangu, satele Fârțigi, Hangu și Gura Hangului au fost desființate, în locul lor apărând satele Chirițeni și Grozăvești, iar reședința comunei a fost mutată în satul Audia; comuna Buhalnița luase anterior numele de Izvorul Alb, iar acum a reapărut o comună cu numele de Buhalnița, cu satele Brădițel (înființat cu această ocazie), Buhalnița, Ruginești și Potoci. În 1968, comunele Buhalnița și Hangu au revenit la județul Neamț, reînființat; tot atunci, comuna Buhalnița a fost desființată, satul ei de reședință trecând la comuna Hangu (alte sate ale ei trecând la orașul Bicaz), și au fost desființat satele Boboteni (comasat cu Audia) și Brădițel (comasat cu Buhalnița); satul Audia (reședința comunei) a luat acum denumirea de Hangu, întrucât locuitorii fostului sat Hangu fuseseră strămutați aici.

## Monumente istorice
Două obiective din comuna Hangu sunt incluse în lista monumentelor istorice din județul Neamț ca monumente de interes local, ambele fiind clasificate ca monumente de arhitectură: biserica „Intrarea în Biserică” (1626–1629) din satul Buhalnița; și ansamblul bisericii „Sfântul Nicolae” (secolul al XIX-lea) din satul Chirițeni, ansamblu cuprinzând biserica propriu-zisă (datând din 1829) și turnul-clopotniță ridicat în 1870.

## Personalități născute aici
- Constantin Mătasă (1878 - 1971), istoric, arheolog;
- Magdalena Cononovici (n. 1937), soprană.